# Amniataba
Amniataba is een geslacht van straalvinnige vissen uit de familie van tijgerbaarzen (Terapontidae).

## Soorten
- Amniataba caudavittata (Richardson, 1845)
- Amniataba affinis (Mees & Kailola, 1977)
- Amniataba percoides (Günther, 1864)